# مک ویلسون
مَک ویلسون (انگلیسی: Mak Wilson؛ زادهٔ ۳ سپتامبر ۱۹۵۷) عروسک‌گردان، صداپیشه و کارگردان انیمیشن اهل بریتانیا است. وی با نام مالکوم ویلسون نیز شناخته می‌شود. از فیلم‌هایی که وی در آن نقش داشته است می‌توان به بازگشت به اوز اشاره کرد.

## تلویزیونی
- دکتر هو
- قصه‌گو

## سینمایی
1. ماپت‌ها: تحت تعقیب
2. گمشده در فضا
3. لخ‌نس
4. بیب (فیلم)
5. چه کسی برای راجر رابیت پاپوش دوخت؟
6. لاک‌پشت‌های نینجا (فیلم ۱۹۹۰)
7. خرس (فیلم ۱۹۸۸)
8. هزارتو
9. بازگشت به از
10. گری‌ستوک: افسانه تارزان، ارباب گوریل‌ها
11. بلور تاریک
12. فروشگاه کوچک ترسناک